# Бесмюрын
Бесмюрын (каз. Бесмұрын) — гора в Республике Казахстан.

## География
Относится к горному хребту Восточный Каратау, являющегося частью гор Мангыстау, расположенных на полуострове Мангышлак.
С точки зрения административно-территориального деления Казахстана, расположена в Мангистауском районе Мангистауской области.
Южнее проходит автомобильная дорога Шетпе—Уштаган.

### Рельеф
Высота горы составляет 292 метра.

## Растительность
На склонах горы произрастают виды растений из родов полынь, бузина, солянка.